# 谷村まりか
谷村 まりか（たにむら まりか、1972年4月1日 - ）は、日本の漫画家。女性。既婚。北海道紋別市出身。

## 来歴
中学2年時にやぶうち優ファンクラブ「BUNNY」を主宰。高校卒業後に上京し、やぶうち優のアシスタントを経てデビュー。
ビブロスの美少女アンソロジー雑誌『マコロン』にて別ペンネームでのイラスト掲載から商業誌デビュー。同人活動やイラストなどの仕事を経て、1996年、笠倉出版社の成人向け雑誌『漫画絶対満足』の創刊号に掲載された「Softcream LOVE♥」が漫画家としての本格的活動となる。
その後、虎向ひゅうらなどと共に、『漫画絶対満足』を中心に作品を発表していたが、同誌の廃刊に伴い、活動の場をコアマガジンの成人向け雑誌『漫画ばんがいち』に移し、同誌の男性向けティーンズラブ路線を支えた。また、百合系雑誌である『百合姫S』などにも作品を発表していた。
イラストレーターとしては、コミカライズを担当していた電撃文庫『でぃ・えっち・えぃ』シリーズの本編イラストを、同じく『漫画ばんがいち』で執筆していた小宮裕太から引き継ぎ、完結まで担当した。
2011年1月号よりワニブックスの月刊誌『コミックガム』にて『ほけんのせんせい』を連載開始、休刊直前の2015年4月号まで連載した。

## 人物
コアな『水曜どうでしょう』フリークである。作品内にもその片鱗が見られることがある。
ペンネームの由来は谷村まりか自身がファンであるシンガーソングライターの谷村有美と本名を合体させたものとのこと。
Macユーザーである。

## 作品リスト

### 連載作品
- 『でぃ・えっち・えぃ』 （メディアワークス『月刊電撃コミックガオ!』 2006年9月号 - 2008年4月号、全3巻）
- 『ほけんのせんせい』 （ワニブックス『コミックガム』 2011年1月号 - 2015年4月号、全8巻）
- 『ミスキャスト!』 （原作：ちー、竹書房『月刊キスカ』 2017年5月号 - 2018年6月号、全2巻）

### 単行本
1. 『Sweet milky crownS』 2000年5月発売、笠倉出版社〈カルトコミックス〉、ISBN 978-4-7730-0606-3
初単行本、主に『コミック絶対満足』やフランス書院の『COMICパピポ』に掲載された作品を集めた短編集。
  - ever Garden 〜APIA〜
  - STAR DUST
  - fake eyes
  - 二人でHEAVEN!
  - あなたのAffection
  - PROMISE
  - LUNA
  - SWEET+BLOOD
  - LOVE It's LOVER
  - 初恋
2. 『ラヴ♥メイキング』 2002年4月発売、コアマガジン〈ホットミルクコミックス142〉、ISBN 978-4-87734-547-1
主に『漫画ばんがいち』に発表された読み切りを収録した短編集。
  - Summer Confession
  - LOVE♥MAKING
  - PURE SONG
  - sweet wave
  - こいのみるくぽーしょん
  - 冬の想い出
  - イントロダクション
  - 彼女のHoney Lips
  - Chance!
  - アピアちゃんのナースなお仕事♥
  - こころの場所
  - 『秘密。』
3. 『プライベートナース』 2004年8月10日発売、コアマガジン〈ホットミルクコミックス〉、ISBN 978-4-87734-751-2
『漫画ばんがいち』に発表された短期連載や読み切り、および書き下ろし作を収録した短編集。
  - プライベートナース（全3話）
  - 翔べない天使
  - スキナヒト
  - 同窓会
  - シスターコンプリション
  - My Little Lover
  - わかなChanパニック!!
  - ねこねこパニック!!
  - 水着でパニック!!
  - 願いごと ひとつ。
  - RAINY...
4. 『Touch up!』 2005年9月22日発売、晋遊舎〈晋遊舎コミックス〉、ISBN 978-4-88380-492-4
デビュー作を含め主に初期作品などを集めた短編集。
  - Dead or Love?（前後編）
  - LOVE♥MARKING
  - Natural Sick（前後編）
  - おふろでねっ♥
  - START LINE
  - testee
  - カソウコクハク
  - 君は僕の宝物
  - あなたに愛を
  - 制服図感♥
  - Softcream LOVE♥
5. 『少女属性』 2006年7月10日発売[9]、コアマガジン〈ホットミルクコミックス〉、ISBN 978-4-86252-021-0
『漫画ばんがいち』に発表されたシリーズ連載物や読み切り、および書き下ろし作を収録した短編集。
  - ハナヨメイド
  - プライベートルーム
  - カテキョのオネーサン
  - 恋のキュービット☆
  - 恋とミラクル
  - おかしな2人
  - タイムカプセル
  - honey kiss
  - fullmoon kiss
  - BLUE MOON KISS（前後編）
  - SEX FRIEND

- 『でぃ・えっち・えぃ』 2007年 - 2008年、原作：ゆうきりん、メディアワークス〈電撃コミックス〉、全3巻
- 『LOVE CUBIC』 2009年9月18日発売、一迅社〈IDコミックス 百合姫コミックス〉、ISBN 978-4-7580-7061-4
- 『ほけんのせんせい』 2010年 - 2015年、ワニブックス〈ガムコミックスプラス〉、全8巻
- 『ミスキャスト!』 原作：ちー、竹書房〈バンブーコミックス〉、全2巻
  1. 2017年12月16日発売[10]、ISBN 978-4-80196-143-2
  2. 2018年7月17日発売[11]、ISBN 978-4-80196-327-6

### iPhoneブック
- 『純妹カタストロフ』（LD） （2011年2月22日、G2Comix）

### 一般誌での主な読みきり
- ぷちかんすまいる （2002年、竹書房『まんがライフ』）
- かなえて!ハッピーベル♪ （2006年、芳文社『まんがタイムきららフォワード』）
- リ・アライブ・ラブ （2006年、秋田書店『チャンピオンRED いちご』）

### イラスト担当作品
- 『でぃ・えっち・えぃ』シリーズ （著：ゆうきりん、メディアワークス〈電撃文庫〉、「そのなな!」までは小宮裕太が担当）
  - でぃ・えっち・えぃ へりっしゅ!、2007年5月初版発行（2007年5月10日発売[12]）、ISBN 978-4-8402-3846-5
  - でぃ・えっち・えぃ でもんず!、2007年9月初版発行（2007年9月10日発売[13]）、ISBN 978-4-8402-3970-7
  - でぃ・えっち・えぃ へぶんす!、2008年1月初版発行（2008年1月10日発売[14]）、ISBN 978-4-8402-4146-5